# Аршакян, Оник Аршакович
Они́к Арша́кович Аршакя́н (11 августа 1977, Паракар, Эчмиадзинский район — 17 января 2001, Тольятти, Самарская область) — российский спортсмен, боксёр, чемпион России среди профессионалов в полулёгком весе. Был убит в 2001 году, преступление не было раскрыто.

## Биография
Родился в селе Паракар в Армянской ССР. В 1983 году родители переехали в Тольятти.
Занимался борьбой, кикбоксингом, тайским боксом, рукопашным боем. В 17 лет стал заниматься боксом. Его первым и единственным тренером стал Евгений Подрезов. В проводимых боях жёстко работал на средней и коротких дистанциях, особый упор делая на удары в корпус, не упуская возможность хорошо попасть в голову. В спортивном зале ему дали кличку «Мини-Тайсон», так как стиль Аршакяна повторял стиль ведения боя известным боксёром, а вот весовая категория была совсем иной.
В декабре 1999 года завоевал звание чемпиона России среди профессионалов в весовой категории до 57 килограммов. Бой проходил в тольяттинском дворце культуры «Синтезкаучук», противником был опытный боксёр Дмитрий Кочмар, в то время как для Оника это был лишь четвёртый бой в статусе профессионала. Однако в восьмом раунде Аршакян одержал победу нокаутом.
Спустя полгода Оник бился за звание чемпиона страны во втором полулёгком весе (до 58,967 кг). Ему противостоял Лев Кирокосян. По итогам тяжёлого 12-раундового боя решением двух судей против одного победа была присуждена Кирокосяну. При этом Кирокосян не смог получить чемпионский пояс, так как сразу после заключительного раунда потерял сознание и был отправлен в больницу. Это поражение стало единственным в карьере Оника Аршакяна.
Аршакян работал охранником в тольяттинском охранном предприятии «Форпост», был начальником группы быстрого реагирования, выступал за спортивный клуб «Форпоста». Руководство ЧОП всячески его поддерживало, создавало благоприятные условия для тренировок, везде подчёркивая, что чемпион России среди профессионалов — их сотрудник. Однако осенью 2000 года Оник Аршакян уволился и стал директором коммерческой фирмы «Карс», хотя и остался членом спортивной команды «Форпоста». Был подписан контракт на проведение 6 марта 2001 года боя за звание чемпиона Европы среди профессионалов с действующим чемпионом Борисом Синицыным.
17 января 2001 Оник Аршакян был убит в баре, расположенном в доме, где он проживал. Его расстреляли, когда он раздевался в гардеробе, в него выпустили 26 пуль, из них 16 попало в спину, предположительно стреляли из пистолета-автомата системы «Люгер». Как писала местная пресса, «Карс» — автостоянка в Комсомольском районе Тольятти, ранее находилась под контролем тольяттинского криминального авторитета Владимира Карапетяна (Вова Армян), входившего в Волговскую ОПГ и убитого весной 2000 года. Занять пост директора фирмы Аршакяну предложил предыдущий директор, некто Сергей, который попросил себе должность заместителя, а вскоре неожиданно исчез. Уже через несколько дней после вступления в должность Аршакяну стали поступать требования о возврате некоего долга бывшего руководства «Карса», сопровождавшиеся угрозами: из проезжавшего автомобиля было сделано несколько выстрелов в сторону отца спортсмена, курившего на балконе своего дома. Аршакян платить не собирался, равно как и передавать контроль над фирмой, которой он руководил всего два месяца. На очередные переговоры по урегулированию претензий Оник Аршакян и направился в бар после телефонного звонка.
Милиция задержала подозреваемого в убийстве — ранее судимого Дмитрия Сухова, находившегося в дружеских отношениях с лидерами волговской группировки, однако свидетели не опознали в нём убийцу, за неимением улик Сухов был освобождён без предъявления обвинения. Убийство Оника Аршакяна осталось не раскрытым.